# Tectaria pica
Tectaria pica là một loài dương xỉ trong họ Tectariaceae. Loài này được L. C. Chr. mô tả khoa học đầu tiên năm 2009.